# 児井英生
児井 英生（こい えいせい、1908年8月21日 - 1992年3月10日）は、日本の映画プロデューサー、映画監督、脚本家、作詞家、実業家である。日活の契約プロデューサーだった時代に石原裕次郎を売り出し、小林旭をスターにした人物として知られる。本名は兒井 英男（こい ひでお）、大都映画でのペンネームは高樹 彦九郎（たかぎ ひこくろう）である。児井プロダクション代表。

## 来歴
1908年（明治41年）8月21日、兵庫県神戸市に鉄道院の高級官吏(神戸運輸事務所長)だった児井英松と公卿の娘だった母の長男として出生。姉が2人の末っ子だった。
父の転職により、東京の渋谷に移住し、旧制中学校の私立芝中学校を経て、早稲田大学法学部に入学するが、2年次に政経学部に、3年次に文学部に転部し卒業後、衣笠貞之助に誘われ1931年に松竹キネマ京都撮影所監督部に入社した。1932年（昭和7年）、師事していた犬塚稔監督に付いて日本活動写真（日活）に移籍し、池田富保の下で「佐渡情話」「清水次郎長」の補佐をする。「清水次郎長」は前身座初の映画出演であり、撮影が終わってから河原崎長十郎や中村翫右衛門、山岸しづ江にセリフの発声やしぐさを手取り足取り教えたという。1935年（昭和10年）、監督に昇進、黒川弥太郎主演のトーキーの剣戟映画『敵討三都錦絵』で監督としてデビューした。三作目の『大久保彦左衛門(第二編)では音楽を全てジャズにする。1936年（昭和11年）、西宮市の甲陽撮影所に設立された甲陽映画に参加、羅門光三郎主演のサウンド版の剣戟映画『あばれ長脇差』を監督するが、1937年（昭和12年）、京都のマキノトーキー製作所の解散後、跡地に残党の今井理輔が設立した今井映画製作所に入社、海江田譲二主演の『青葉城異変』や『吉良の仁吉』等を監督する。1938年（昭和13年）には同社は解散し、配給提携をしていた東宝映画の東宝映画京都撮影所に入社した。同年、再び海江田主演の『戦国一番侍』を監督するが、これは東宝京都撮影所最後の作品となり、児井にとっても最後の監督作品となった。同撮影所で脚本を提供するほか、東京の大都映画での作品に「高樹彦九郎」名義で脚本を提供した。
このころ、「児井英男」名義で作詞家としての活動も行った。白木義信作曲、児玉好雄歌唱の『清水次郎長』（1935年）等である。児井はJASRAC全信託作家である。
早くからプロデューサーを志向していた児井は1939年1月、東宝本社企画部へ転入社、東宝シナリオ研究所の所長となる。1942年（昭和17年）、千葉泰樹監督、入江たか子・月形龍之介主演の『白い壁画』でプロデューサーとしてデビューした。

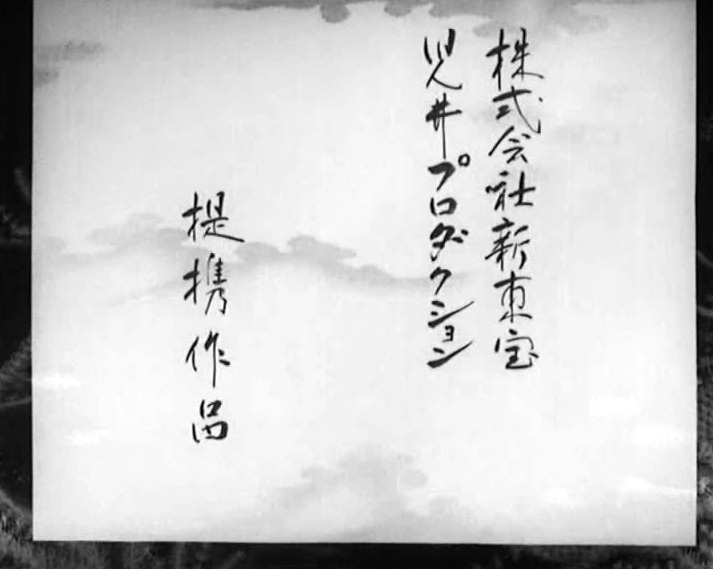
『西鶴一代女』、1952年。

第二次世界大戦による物資窮乏で映画製作が困難になり、同年に社団法人映画配給社の南方局へ入社。東南アジアへ宣撫工作を行う香港支社総務部長後に支社長として1945年まで香港へ赴任し、大本営の報道班員も務めた。
第二次世界大戦終結後に帰国。映画配給社南方局で軍に協力したとしてGHQから1948年まで公職追放され、東宝の森岩雄から演劇宣伝部長の仕事を世話してもらう。公職追放解除の内示があり、1948年2月末で東宝を退社。1947年（昭和22年）3月25日に設立された新東宝映画（のちの新東宝）と契約して1948年に映画プロデューサーとして復帰した。同社で最初にプロデュースした映画は市川崑監督の『三百六十五夜』東京篇・大阪篇の2作で、1950年（昭和25年）には、松竹から小津安二郎を迎え、『宗方姉妹』を製作した。小津から改名のアドヴァイスを受け、本作をもって「児井英生」と改名した。同年、株式会社児井プロダクションを設立する。
翌1951年（昭和26年）には、東宝で渡辺邦男監督の『伊豆物語』、成瀬巳喜男監督の『舞姫』、溝口健二監督の『武蔵野夫人』を製作した。1952年（昭和27年）、新東宝と児井プロダクションとの提携作品、溝口健二監督の『西鶴一代女』を製作、国内の興行はふるわず、児井が制作した150余本の映画の中で唯一の赤字作品となったが、作品は評価され、同年のヴェネツィア国際映画祭で国際賞を受賞した。
3年間のブランクを経て、新東宝での最後の作品、松本常保製作、冬島泰三監督、高田浩吉主演の剣戟映画『紋三郎の秀』を企画して復活。
1954年3月をもって新東宝を離れて、常務の江守清樹郎の誘いで日活と契約。契約プロデューサーだったが、高額の契約料で事実上の日活専属となった。以後、活動の場を日活に移し、日本映画監督協会が企画し、齋藤良輔と小津安二郎が脚本を執筆した、女優・田中絹代の監督作『月は上りぬ』を製作した。前者は1955年（昭和30年）1月15日に、後者が1週早く同月8日に公開された。
その後、1957年から石原裕次郎主演の『嵐を呼ぶ男』、小林旭の「渡り鳥シリーズ」、吉永小百合・浜田光夫主演の『愛と死をみつめて』などのヒット作を連発、ヒットメーカーとして名を馳せた。
1967年に江守清樹郎専務らが経営不振の責任を取って退陣して児井も孤立。1968年の『女の手配師 池袋の夜』が日活での最後の作品となった。その前後に日活の外注作品として青山プロ名義で3本のピンク映画を製作し、大ヒットを飛ばす。1970年（昭和45年）、日活との契約を解消してフリーランスとなり、映画界から引退した。1986年（昭和61年）、勲四等瑞宝章を受章した。
1992年（平成4年）3月10日、東京都渋谷区恵比寿の病院で死去した。満83歳没。

## 人物
娘2人をもうけており、長女はタレントの鈴木ヤスシの妻である。
慇懃無礼と言われるほどの誰に対しても丁寧な話しぶりで、渾名は公卿、麿呂さま。寝業師、おとぼけの児井、怪人、伝説の人の異名もとった。
日活時代は、『月は上がりぬ』を除いて、どのプロデュース作品も製作費は会社が出しているという日活側の意向で、製作としてはクレジットされず、企画としてクレジットされている。
香港赴任中は、ナチス・ドイツのプロパガンダ映画を見て宣伝大臣ヨーゼフ・ゲッベルスの宣伝手腕を研究したと語る。
ヌード写真やエロ本や張形のコレクターだった。浅草ロック座のストリッパーの児井しのぶは、児井の名前から取られた。児井の友人の風俗記者の広岡敬一による命名。
1990年1月31日深夜に自宅が全焼し、児井が保管していた写真や日記などの貴重な映画資料、コレクションしていた猟奇本やエロ本が焼失。加えて、児井が製作したピンク映画『女浮世風呂』もこのときにフィルムが失われ、現存しないものと見られていたが、別ルートでフィルムが発見されており2020年に再公開された。

## 児井プロダクション
- 名称 : 株式会社児井プロダクション
- 所在地 : 東京都港区南青山2-5-6
- 代表 : 児井英生
- 設立 : 1950年（昭和25年）
- 1968年（昭和43年）「青山プロ」名義で3本を製作した。

## おもなフィルモグラフィ

### 監督・脚本家時代
特筆以外「児井英男」名義。特筆以外はトーキーである。
- 『敵討三都錦絵』、日活・太秦発声映画、1935年 - 監督
- 『大久保彦左衛門』第二篇、日活・太秦発声映画、1936年 - 監督・脚本
- 『あばれ長脇差』、甲陽映画 / 千鳥興業、サウンド版、1936年 - 監督
- 『青葉城異変』、今井映画製作所 / 東宝映画、1937年 - 監督・脚本
- 『吉良の仁吉』、今井映画製作所 / 東宝映画、1937年 - 監督
- 『海の大将軍』、今井映画製作所 / 東宝映画、1937年 - 監督
- 『大江戸春の夜話』、今井映画製作所 / 東宝映画、1938年 - 監督
- 『鬼吉喧嘩往来』、今井映画製作所 / 東宝映画、1938年 - 監督・脚本
- 『俵星玄蕃』、今井映画製作所 / 東宝映画、1938年 - 監督・脚本
- 『戦国一番侍』、東宝映画京都撮影所、1938年 - 監督
- 『相馬の金さん』、監督稲葉蛟児、東宝映画京都撮影所、1938年 - 脚本
- 『三巴姫君小姓』、監督後藤昌信、大都映画、1939年 - 原作 高樹彦九郎名義
- 『両国誉れの名槍』、監督後藤昌信、大都映画、1941年 - 原作・脚本 高樹彦九郎名義

### プロデューサー時代
児井英男
- 『白い壁画』 : 監督千葉泰樹、東宝映画、1942年
- 『三百六十五夜 東京篇』 : 監督市川崑、新東宝、1948年
- 『三百六十五夜 大阪篇』 : 監督市川崑、新東宝、1948年
- 『夢よもういちど』 : 監督野村浩将、新東宝、1949年
- 『結婚三銃士』 : 監督野村浩将、新東宝、1949年
- 『湯の町悲歌』 : 監督野村浩将、新東宝、1949年
- 『人間模様』 : 監督市川崑、新東宝、1949年
- 『影を慕いて』 : 監督野村浩将、新東宝、1949年
- 『処女宝』 : 監督島耕二、新東宝、1950年

児井英生
- 『宗方姉妹』 : 監督小津安二郎、新東宝、1950年
- 『伊豆物語』 : 監督渡辺邦男、東宝、1951年
- 『舞姫』 : 監督成瀬巳喜男、東宝、1951年
- 『武蔵野夫人』 : 監督溝口健二、東宝、1951年
- 『西鶴一代女』 : 監督溝口健二、児井プロダクション・新東宝、1952年

### 日活時代
- 『月は上りぬ』 : 監督田中絹代、1955年
- 『紋三郎の秀』 : 監督冬島泰三、新東宝、1955年
- 『少年死刑囚』 : 監督吉村廉、1955年
- 『乳房よ永遠なれ』 : 監督田中絹代、1955年
- 『逢いたかったぜ』 : 監督小林桂三郎、1955年
- 『ただひとりの人』 : 監督吉村廉、1956年
- 『ただひとりの人 第二部』 : 監督吉村廉、1956年
- 『乙女心の十三夜』 : 監督小林桂三郎、1956年
- 『東京バカ踊り』 : 監督吉村廉、1956年
- 『続ただひとりの人』 : 監督吉村廉、1956年
- 『三橋美智也のおんな船頭唄』 : 監督小林桂三郎、1956年
- 『しあわせはどこに』 : 監督西河克己、1956年
- 『若いお巡りさん』 : 監督森永健次郎、1956年
- 『沖縄の民』 : 監督古川卓巳、1956年
- 『孤獨の人』 : 監督西河克己、1957年
- 『マダム』 : 監督阿部豊、1957年
- 『素足の娘』 : 監督阿部豊、1957年
- 『雌花』 : 監督阿部豊、1957年
- 『嵐を呼ぶ男』 : 監督井上梅次、1957年
- 『夜の牙』 : 監督井上梅次、1958年
- 『春泥尼』 : 監督阿部豊、1958年
- 『明日は明日の風が吹く』 : 監督井上梅次、1958年
- 『素晴しき男性』 : 監督井上梅次、1958年
- 『運河』 : 監督阿部豊、1958年
- 『酔いどれ幽霊』 : 監督春原政久、1958年
- 『忘れ得ぬ人』 : 監督吉村廉、1958年
- 『続忘れ得ぬ人』 : 監督吉村廉、1958年
- 『嵐を呼ぶ友情』 : 監督井上梅次、1959年
- 『仮面の女』 : 監督阿部豊、1959年
- 『群集の中の太陽』 : 監督井上梅次、1959年
- 『俺は挑戦する』 : 監督松尾昭典、1959年
- 『二連銃の鉄』 : 監督阿部豊、1959年
- 『青春蛮歌』 : 監督井上梅次、1959年
- 『ギターを持った渡り鳥』 : 監督斎藤武市、1959年
- 『無言の乱斗』 : 監督西河克己、1959年
- 『口笛が流れる港町』 : 監督斎藤武市、1960年
- 『傷だらけの掟』 : 監督阿部豊、1960年
- 『海から来た流れ者』 : 監督山崎徳次郎、1960年
- 『六三制愚連隊』 : 監督西河克己、1960年
- 『渡り鳥いつまた帰る』 : 監督山崎徳次郎、1960年
- 『海を渡る波止場の風』 : 監督斎藤武市、1960年
- 『俺は銀座の騎兵隊』 : 監督野口博志、1960年
- 『赤い夕陽の渡り鳥』 : 監督斎藤武市、1960年
- 『天下を取る』 : 監督牛原陽一、1960年
- 『若い突風』 : 監督西河克己、1960年
- 『南海の狼火』 : 監督山崎徳次郎、1960年
- 『英雄候補生』 : 監督牛原陽一、1960年
- 『大草原の渡り鳥』 : 監督斎藤武市、1960年
- 『大暴れ風来坊』 : 監督山崎徳次郎、1960年
- 『くたばれ愚連隊』 : 監督鈴木清順、1960年
- 『俺の故郷は大西部』 : 監督西河克己、1960年
- 『波濤を越える渡り鳥』 : 監督斎藤武市、1961年
- 『街から街へつむじ風』 : 監督松尾昭典、1961年
- 『東京騎士隊』 : 監督鈴木清順、1961年
- 『早射ち野郎』 : 監督野村孝、1961年
- 『風に逆らう流れ者』 : 監督山崎徳次郎、1961年
- 『大海原を行く渡り鳥』 : 監督斎藤武市、1961年
- 『有難や節 あゝ有難や有難や』 : 監督西河克己、1961年
- 『高原児』 : 監督斎藤武市、1961年
- 『大森林に向って立つ』 : 監督野村孝、1961年
- 『早討ち無頼 大平原の男』 : 監督野口博志、1961年
- 『黒い傷あとのブルース』 : 監督野村孝、1961年
- 『北帰行より 渡り鳥北へ帰る』 : 監督斎藤武市、1962年
- 『激流に生きる男』 : 監督野村孝、1962年
- 『惜別の歌』 : 監督野口博志、1962年
- 『ひとり旅』 : 監督斎藤武市、1962年
- 『渡り鳥故郷へ帰る』 : 監督牛原陽一、1962年
- 『激しい河』 : 監督牛原陽一、1962年
- 『望郷の海』 : 監督古川卓巳、1962年
- 『いつでも夢を』 : 監督野村孝、1963年
- 『波止場の賭博師』 : 監督山崎徳次郎、1963年
- 『夜の勲章』 : 監督松尾昭典、1963年
- 『関東遊侠伝』 : 監督松尾昭典、1963年
- 『赤いハンカチ』 : 監督舛田利雄、1964年
- 『東海遊侠伝』 : 監督井田探、1964年
- 『夕陽の丘』 : 監督松尾昭典、1964年
- 『さすらいの賭博師』 : 監督牛原陽一、1964年
- 『海賊船 海の虎』 : 監督井田探、1964年
- 『愛と死をみつめて』 : 監督斎藤武市、1964年
- 『黒いダイスが俺を呼ぶ』 : 監督井田探、1964年
- 『ギター抱えたひとり旅』 : 監督山崎徳次郎、1964年
- 『黒い海峡』 : 監督江崎実生、1964年
- 『投げたダイスが明日を呼ぶ』 : 監督牛原陽一、1965年
- 『さすらいは俺の運命』 : 監督井田探、1965年
- 『黒い賭博師』 : 監督中平康、1965年
- 『三匹の野良犬』 : 監督牛原陽一、1965年
- 『秩父水滸伝 必殺剣』 : 監督野口晴康、1965年
- 『黒い賭博師 ダイスで殺せ』 : 監督江崎実生、1965年
- 『殴り込み関東政』 : 監督野口晴康、1965年
- 『黒い賭博師 悪魔の左手』 : 監督中平康、1966年
- 『放浪のうた』 : 監督野村孝、1966年
- 『帰らざる波止場』 : 監督江崎実生、1966年
- 『嵐を呼ぶ男』 : 監督舛田利雄、1966年
- 『秩父水滸伝 影を斬る剣』 : 監督井田探、1967年
- 『大巨獣ガッパ』 : 監督野口晴康、1967年
- 『七人の野獣』 : 監督江崎実生、1967年
- 『反逆』 : 監督松尾昭典、1967年
- 『七人の野獣 血の宣言』 : 監督江崎実生、1967年
- 『黄金の野郎ども』 : 監督江崎実生、1967年
- 『男の掟』 : 監督江崎実生、1968年
- 『残侠無情』 : 監督井田探、1968年
- 『女浮世風呂』 : 監督井田探、青山プロ（児井プロダクション） / 日活、1968年
- 『ある色魔の告白 色欲の果て』 : 監督江崎実生、青山プロ（児井プロダクション） / 日活、1968年
- 『鮮血の賭場』 : 監督野村孝、1968年
- 『秘帳 女浮世草紙』 : 監督井田探、青山プロ（児井プロダクション） / 日活、1968年
- 『夜の最前線 女狩り』 : 監督井田探、1969年
- 『昇り竜 鉄火肌』 : 監督石井輝男、1969年
- 『夜の最前線 東京女地図』 : 監督井田探、1969年
- 『昇り竜やわ肌開張』 : 監督葛生雅美、1969年
- 『女の手配師 池袋の夜』 : 監督武田一成、1969年
- 『怪談昇り竜』 : 監督石井輝男、1970年

## ディスコグラフィ
すべて作詞である。
- 『さむらい鴉』 : 作曲古賀政男、歌唱楠木繁夫、田端義夫
- 『清水次郎長』 : 作曲白木義信、歌唱児玉好雄
- 『利根の舟唄』 : 作曲長津義司、歌唱イチザン

## 註
1. 1 2  『伝・日本映画の黄金時代』p.19.
2. 1 2 3 4  『活動屋 児井英生』、p.6.
3. ↑  『活動屋 児井英生』帯。
4. 1 2 3 4 5 6  『伝・日本映画の黄金時代』奥付.
5. 1 2 3  作品データベース検索サービス、JASRAC、2010年1月30日閲覧。
6. ↑  『伝・日本映画の黄金時代』pp.82-83
7. ↑  『活動屋 児井英生』p.80
8. ↑  『伝・日本映画の黄金時代』pp.89-90
9. ↑  『伝・日本映画の黄金時代』p.97
10. ↑  『伝・日本映画の黄金時代』p.103
11. ↑  『伝・日本映画の黄金時代』p.214
12. ↑  『活動屋 児井英生』p.11
13. ↑  『伝・日本映画の黄金時代』pp.218-219
14. ↑  『伝・日本映画の黄金時代』pp.310-312
15. 1 2  『活動屋 児井英生』p.322
16. ↑  『伝・日本映画の黄金時代』pp.313-315
17. ↑  鈴木義昭『昭和桃色映画館 まぼろしの女優、伝説の性豪、闇の中の活動屋たち』社会評論社、2011年、pp.192-193
18. 1 2  『活動屋 児井英生』p.327
19. ↑  『活動屋 児井英生』p.14,32
20. ↑  『活動屋 児井英生』p.54
21. ↑  『活動屋 児井英生』p.7
22. 1 2  山崎巌『夢のぬかるみ』新潮社、1993年、pp.64-65
23. ↑  『伝・日本映画の黄金時代』p.222
24. ↑  『活動屋 児井英生』pp.35-36
25. ↑  『活動屋 児井英生』p.53
26. ↑  『活動屋 児井英生』p.50
27. ↑  『昭和桃色映画館』p.198